# Bromuro de zinc
El bromuro de zinc (ZnBr2) es un compuesto inorgánico de fórmula ZnBr2. Es una sal incolora con muchas propiedades en común con el cloruro de zinc (ZnCl2), como una gran solubilidad en agua que forma soluciones ácidas y una buena solubilidad en disolventes orgánicos. Es higroscópico y forma el dihidrato ZnBr2-2H2O.

## Producción
El ZnBr2 - 2H2O se prepara tratando óxido de cinc o cinc metálico con ácido bromhídrico.
ZnO + 2 HBr  +  H2O  →   ZnBr2·2H2O
Zn + 2 HBr  →   ZnBr2 +  H2
El material anhidro puede producirse mediante deshidratación del dihidrato con CO2 caliente o por reacción de zinc metálico y bromo. La sublimación en una corriente de bromuro de hidrógeno también da como resultado el derivado anhidro.

## Estructura
El ZnBr2 cristaliza en la misma estructura que el  ZnI2 : cuatro centros tetraédricos de Zn comparten tres vértices para formar “supertetraedros” de composición nominal {Zn4Br10 }2−, que están unidos por sus vértices para formar una estructura tridimensional.  El dihidrato ZnBr2 · 2H2O se puede describir como ([Zn(H2O)6]2+)2 ([Zn2Br6]2-). 
El ZnBr2 gaseoso es lineal de acuerdo con la teoría TRePEV con una longitud de enlace Zn-Br de 221 pm. 

## Usos
El bromuro de zinc se utiliza principalmente para el mantenimiento de pozos de petróleo y gas natural. Las soluciones de bromuro de zinc se emplean para desplazar el lodo de perforación cuando se pasa de la fase de perforación a la de terminación o en operaciones de reparación de pozos. La solución de salmuera extremadamente densa confiere al fluido un peso de 2 397 (kg/m³) , lo que lo hace especialmente útil para retener partículas inflamables de petróleo y gas en pozos de alta presión. Sin embargo, su elevada acidez y osmolaridad causan problemas de corrosión y manipulación. Los trabajadores deben llevar trajes de tela gruesa y botas de goma, ya que el fluido es muy deshidratante. 
Es el electrolito de la batería de bromuro de zinc.
Las soluciones de bromuro de zinc pueden utilizarse como escudo transparente contra la radiación. El espacio entre dos cristales se rellena con una solución acuosa fuerte de bromuro de zinc de muy alta densidad para utilizarla como ventana en una célula caliente. Este tipo de ventana tiene la ventaja respecto al vidrio de plomo de que no se oscurece con la exposición a la radiación. Todos los vidrios se oscurecen lentamente con el tiempo debido a la radiación, pero esto es especialmente cierto en una célula caliente, donde los niveles de radiación son excepcionales. La ventaja de una solución salina acuosa es que cualquier daño por radiación durará menos de un milisegundo, por lo que el blindaje se autorreparará.

### En el laboratorio
En química orgánica, el ZnBr2 anhidro se utiliza a veces como ácido de Lewis.

## Seguridad
Las consideraciones de seguridad son similares a las del cloruro de cinc, cuya dosis tóxica para el ser humano es de entre 3 y 5 g.